# Аміхай Хасон
Аміха́й Хасо́н (івр. עמיחי חסון, англ. Amichai Chasson; нар. 9 червня 1987, Рамат-Ган, Ізраїль) — ізраїльський поет, журналіст, режисер документального кіно. Лауреат премія Саймона Ґарднера за 2018 рік за його книгу «Блі ма»(івр. בלי מה, «Ніщо»).